# NGC 2112
NGC 2112 est un amas ouvert, situé dans la constellation d'Orion. Il a été découvert par l'astronome germano-britannique William Herschel en 1786.
NGC 2112 est situé à environ 850 pc (∼2 770 al) du système solaire et les dernières estimations donnent un âge de 2 milliards d'années. La taille apparente de l'amas est de 18,0 minutes d'arc, ce qui, compte tenu de la distance, donne une taille réelle maximale d'environ 14,5 années-lumière. 
Selon la classification des amas ouverts de Robert Trumpler, cet amas renferme entre 50 et 100 étoiles (lettre m) dont la concentration est moyenne (II) et dont les magnitudes se répartissent sur un grand intervalle (le chiffre 3). 